# Anne Szarvasy
Anne Szarvasy (bulgarisch Ан Шарваси) ist eine deutsche Sachbuchautorin und ehemalige Schauspielerin.

## Leben
Szarvasy ist bulgarischer Abstammung.
Sie spielte 1991 in dem DEFA-Kinderfilm Olle Hexe die Rolle der Anna. Es war eine der Hauptrollen in dem Film. 1992 verkörperte Szarvasy die Gretel in der Fernsehserie Sherlock Holmes und die sieben Zwerge. 1995 wurde die Serie in eine neunzigminütigen Filmfassung zusammengeschnitten. Anschließend nahm sie Abstand vom Schauspiel für die Filmindustrie.
Von Oktober 2000 bis Februar 2003 studierte sie an der TU Dresden Kommunikationswissenschaften. Von 2003 bis 2007 machte sie ihren Master an der FU Berlin in Kommunikationswissenschaften im Bereich Public Relations, Unternehmens- und Krisenkommunikation.
2008 veröffentlichte sie das Buch Die Anzeige in der Krisenkommunikation: Verwendung und visuelle Gestaltung, das im VDM Verlag Dr. Müller erschien.

## Filmografie
- 1991: Olle Hexe
- 1992: Sherlock Holmes und die sieben Zwerge (Fernsehserie, Episode 1x02)
- 1995: Sherlock Holmes und die sieben Zwerge (Filmfassung)

## Werke
- 2008: Die Anzeige in der Krisenkommunikation: Verwendung und visuelle Gestaltung, VDM Verlag Dr. Müller, Saarbrücken 2008, ISBN 978-3836472487